# Erzbistum York

Wappen

Flagge

Das Erzbistum York (engl. Diocese of York, lat. Dioecesis Eboracensis) ist heute eine Diözese der Church of England. Der jeweilige Erzbischof, seit 2020 Stephen Cottrell, ist Primas von England und steht der anglikanischen Province of York vor. Sein Sitz ist die Kathedrale von York (York Minster).
Der Erzbischof von York wird von drei Suffraganbischöfen unterstützt: den Bischöfen von Hull (gegründet 1891), von Whitby (gegründet 1923) und von Selby (gegründet 1939).

## Geschichte
Seit frühesten christlichen Zeiten gibt es in York einen Bischof. Diese Bischöfe nahmen insbesondere teil am Konzil von Arles (314) und dem ersten Konzil von Nicäa. Die Ankunft der Angeln, Sachsen und Jüten im 5. Jahrhundert setzte den christlichen Strukturen der römischen Zeit in Britannien ein Ende.
Papst Gregor der Große entsandte Ende des 6. Jahrhunderts Missionare unter Leitung von Augustinus von Canterbury zur Evangelisierung der heidnischen Völker. Sie kamen im Frühjahr 597 auf der Isle of Thanet an. Die Insel gehörte zum Königreich Kent. Ostern 601 wurde Köng Æthelberht getauft. 602 gründete Augustinus das Bistum und begann in Canterbury mit dem Bau der ersten Kathedrale sowie eines benachbarten Klosters.
Papst Gregor sandte Augustinus das Pallium mit der Aufgabe, das Erzbistum Canterbury nach London zu verlegen. Nach der antiken Einteilung Britanniens wollte der Papst in York und London eine Kirchenprovinz errichten. Da London aber dem heidnischen König von Essex unterstand, war die Verlegung nicht möglich. Papst Bonifatius V. erkannte die Situation an, als er Justus von Canterbury das Pallium sandte. Paulinus wurde von Justus zum ersten Bischof von York geweiht und erhielt um 631 der Legende nach ebenfalls das Pallium, die Ernennung zum Erzbischof.
Einen wichtigen Kirchenführer aus York gab es dann erst wieder mit der Weihe des heiligen Wilfrid 664. Seine Nachfolger handelten als Diözesanprälaten bis zu den Zeiten von Egbert von York, der das Pallium, die Ernennung zum Erzbischof, durch Papst Gregor III. 735 erhielt und im Folgenden die Rechte eines Metropoliten im Norden etablierte. Die Kirchenprovinz Yorkumfasste die Bistümer Northumbria, Lindisfarne, Hexham und Whithorn. 
Die Bistümer von Canterbury und York kämpften lange um die Vorherrschaft. In der Mitte des 14. Jahrhunderts bestätigte Papst Innozenz VI. eine Absprache, dass der Erzbischof von Canterbury mit dem Titel eines Primas von ganz England Vorrang haben sollte, der Erzbischof von York sich mit dem Titel Primas von England bescheiden musste. Die Erzbischöfe von York beanspruchten auch Metropolitanvollmacht über Schottland, doch wurden diese Ansprüche niemals umgesetzt und sie erloschen, als die Erzdiözesen von St Andrews und Glasgow gebildet wurden.
Robert Holgate († 15. November 1555) wurde von Papst Paul III. nicht als Erzbischof anerkannt, er gilt als erster anglikanischer Bischof. Lordkanzler Nicholas Heath († 1579) war von 1555 bis 1559 der letzte Erzbischof von York, der vom Papst anerkannt wurde. Ihm folgte 1661 Thomas Young, der er aktiv die Anliegen der Reformation und von Elisabeth I. unterstützte.
Im Jahr 1836 wurde der westliche Teil (der weitgehend West Riding entspricht) als Diözese Ripon abgeteilt, die später in die Diözesen Ripon und Leeds, Bradford und Wakefield unterteilt wurde und heute den größten Teil der Diözese Leeds bildet. 1884 wurden Nottinghamshire und Derbyshire Teil der neuen Diözese Southwell, von der Derbyshire 1927 wieder abgespalten wurde, um die Diözese Derby zu bilden. Im Jahr 1914 wurde die Diözese Sheffield (für South Yorkshire) als unabhängige Diözese abgetrennt.

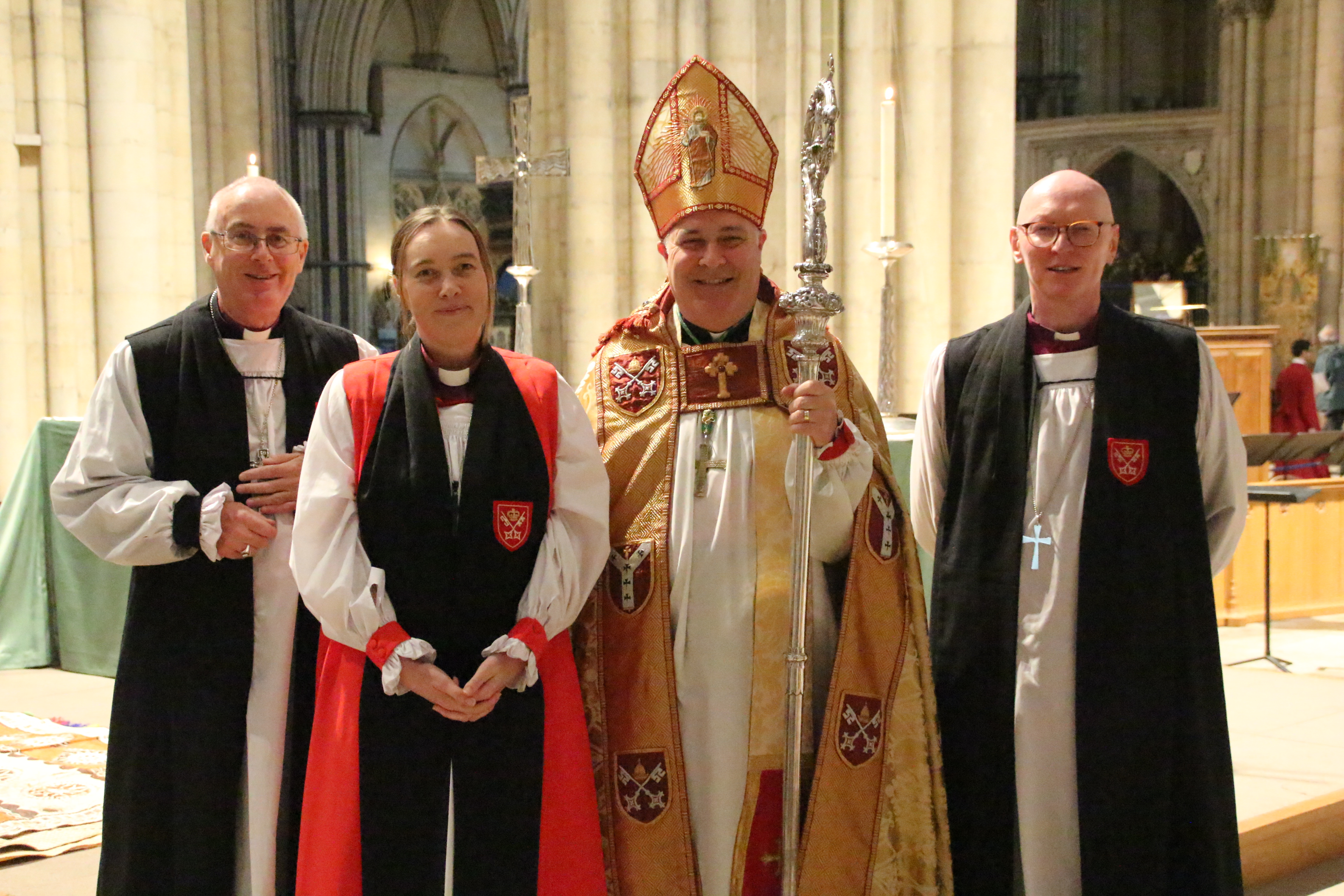
Bischöfe von York im Jahr 2022: Cottrell, Ferguson, Thomson und Sanderson

## Bistumsstruktur
Für die Organisation ist das Bistum in drei Archdeaconries und 21 Dekanate eingeteilt:
| Bistum          | Archdeaconries                  | Dekanat                  |
| --------------- | ------------------------------- | ------------------------ |
| Diocese of York | Archdeaconry of York            | Dekanat New Ainsty       |
| Diocese of York | Archdeaconry of York            | Dekanat Derwent          |
| Diocese of York | Archdeaconry of York            | Dekanat Easingwold       |
| Diocese of York | Archdeaconry of York            | Dekanat Selby            |
| Diocese of York | Archdeaconry of York            | Dekanat South Wold       |
| Diocese of York | Archdeaconry of York            | Dekanat Southern Ryedale |
| Diocese of York | Archdeaconry of York            | Dekanat City of York     |
| Diocese of York | Archdeaconry of Cleveland       | Dekanat Guisborough      |
| Diocese of York | Archdeaconry of Cleveland       | Dekanat Middlesbrough    |
| Diocese of York | Archdeaconry of Cleveland       | Dekanat Mowbray          |
| Diocese of York | Archdeaconry of Cleveland       | Dekanat Northern Ryedale |
| Diocese of York | Archdeaconry of Cleveland       | Dekanat Stokesley        |
| Diocese of York | Archdeaconry of Cleveland       | Dekanat Whitby           |
| Diocese of York | Archdeaconry of the East Riding | Dekanat Beverley         |
| Diocese of York | Archdeaconry of the East Riding | Dekanat Bridlington      |
| Diocese of York | Archdeaconry of the East Riding | Dekanat Hull             |
| Diocese of York | Archdeaconry of the East Riding | Dekanat Harthill         |
| Diocese of York | Archdeaconry of the East Riding | Dekanat North Holderness |
| Diocese of York | Archdeaconry of the East Riding | Dekanat South Holderness |
| Diocese of York | Archdeaconry of the East Riding | Dekanat Howden           |
| Diocese of York | Archdeaconry of the East Riding | Dekanat Scarborough      |